# Гринбергс, Янис
Янис Гринбергс (латыш. Janis Grinbergs; 28 февраля 1999, Рига, Латвия) — латвийский футболист, полузащитник клуба «Лиепая».

## Биография
С 4 лет воспитывался в футбольной школе рижского «Сконто». Ученик 31-й школы города Рига.
13 июня 2014 года дебютировал за основной состав клуба, выйдя на замену в матче чемпионата Латвии с клубом «Даугава», за 4 минуты до конца матча. В добавочное время реализовал пенальти в ворота «Даугавы». В возрасте 15 лет и 102 дня стал самым молодым автором гола латвийского чемпионата.